# Dracaena
|  | Aquest article tracta sobre el gènere de rèptils. Si cerqueu el gènere de plantes, vegeu «dracena (planta)». |

Dracaena (forma llatinitzada del grec antic δράκαινα - drakaina, "femella de drac") és un gènere de sauròpsids (rèptils) escatosos de la família Teiidae present a Amèrica del Sud, l'Equador, Colòmbia, el Perú i el Brasil. Aquests llangardaixos passen molt temps en l'aigua i habiten en pantans, rierols i boscos inundats. Els llangardaixos del gènere Dracena sovint prenen banys de sol a les branques que pengen sobre l'aigua.